# Краљевина Хрватска и Славонија
Краљевина Хрватска и Славонија (мађ. Horvát-Szlavónia Királyság), била је номинално аутономна краљевина унутар Краљевине Угарске у саставу Аустроугарске монархије. Припадала је Земљама круне Светог Стефана, односно мађарском делу Монархије, у којем је поглавар дома Хабзбурговаца владао као краљ. 
Укључивала је централне и северне делове данашње Хрватске, без Далмације и Истре којима је непосредно управљала Аустрија, без Међимурја и Барање који су припадали Мађарској, као и Ријеке која је посебним (од Угарске доданим) анексом Хрватско-угарске нагодбе, названим „Ријечка крпица“, припала Мађарској. Унутар Краљевине Хрватске и Славоније био је и источни дио Срема који је данас део Србије.

## Историја
Краљевство Хрватске и Славоније формално је уједињено Хрватско-угарском нагодбом из 1868. кад је, за бана Левина Рауха договорен облик будуће заједнице Хрватске и Угарске унутар Земаља круне Светог Стефана. Том нагодбом хрватског је бана именовала заједничка влада у Будимпешти, а 55% пореза одлазило је у средишњу касу. Троједна краљевина била је аутономна у питањима школства и вере, месне управе и судства, док је с Угарском имала заједничку трговину и промет. Бана је именовала заједничка влада у Пешти.
Године 1871, Еуген Кватерник повео је Раковичку буну у којој је и сам погинуо 11. октобра исте године.
Исте 1871. године, отпочео је процес територијалног проширивања Краљевине Хрватске и Славоније на суседне војно-крајишке области. Краљевини је прво прикључен Вараждински генералат, који је развојачен и преуређен у новостворену Бјеловарску жупанију. Потом је 1873. године извршено развојачење преосталог дела хрватске и славонске војне крајине, али те области нису одмах прикључене Краљевини Хрватској и Славонији, већ су добиле посебну управу, која се делила на шест крајишких окружја (огулинско-слуњско, личко-оточко, банијско, градишко, бродско, петроварадинско). Тек 1881. године, свих шест крајишких окружја прикључено је Краљевини Хрватској и Славонији, која је тиме добила границу на рекама Уни и Сави. У оквирима проширене Краљевине, прикључена окружја наставила су да постоје све до 1886. године, када је жупанијско уређење протегнуто и на те просторе. Такво уређење је потом опстало све до 1918. године.
Хрватска и Славонија су у међувремену напредовале од полуфеудалног према савременом грађанском друштву. Особито је то дошло до изражаја у време бана Ивана Мажуранића (1873—1880). Он је уједно био и први бан пучанин (који није био припадник племства). Мажуранић је успео обновити хрватски школски систем и успоставио мрежу јавних школа, чиме је смањен утицај црквених школских установа.
Једно од главних нерешених питања у политичком животу Хрватске и Славоније огледало се у тежњама ка прикључењу суседне Далмација, ради остварења замисли о Троједној Краљевини Хрватској, Славонији и Далмацији. Године 1878, Хрватски сабор упутио је захтев краљу Фрањи Јосифу да Далмација и Босна и Херцеговина буду присаједињене с Хрватском и Славонијом што је одбијено, под притиском Мађара који нису желели да Хрватска тиме ојача након чега би се могла боље одупирати мађаризацији.
Октобра 1905, Франо Супило окупио је у Ријеци тзв. „Ријечку конференцију“ на којој је учествовало 44 посланика Хрвата и Срба. Све опозиционе странке у Хрватској и Славонији пристале су уз ову Ријечку резолуцију, сем франковаца, који су били на антисрпски оријентисани, и Хрватске пучке сељачке странке Стјепана Радића, која је одбијала отцепљивање од Беча.
Године 1908, у Загребу је организован тзв. Велеиздајнички процес против углавном српских политичара из хрватско-српске коалиције, но након што је 31 особа проглашена кривом и осуђена на присилни рад у трајању од 5 до 12 година, пресуда је поништена, док процес није никад настављен. Године 1909, уследио је и тзв. Фридјунгов процес одржан у Бечу, а назван по бечком историчару Фридјунгу који је објавио низ чланака у којима је за велеиздају оптужио и Франа Супила, вођу Коалиције. На суђењу је доказано да су оптужбе утемељене на лажним документима фалсификованим у аустроугарској амбасади у Београду и достављеним од стране аустроугарског министарства спољних послова.
На изборима 1912. поново је победила Хрватско-српска коалиција, док је владина странка добила тек 10 посланичких места.
Краљевина Хрватска и Славонија престала је да постоји 1918. године раскидом политичких веза с Аустроугарском монархијом. Дана 1. децембра, њена територија постала је део Краљевине Срба, Хрвата и Словенаца.

## Становништво

### Попис1910.
Према попису из 1910. у Хрватској и Славонији било је 2.621.954 становника, а језички и верски састав становништва био је следећи:
| Краљевина Хрватска и Славонија | Краљевина Хрватска и Славонија |
| --- | --- |
| језик | вера |
| укупно: 2.621.954 Хрватски 1.638.354 (62,48%) Српски 644.955 (24,59%) Немачки 134.078 (5,11%) Мађарски 105.948 (4,04%) Чешки 32.376 (1,23%) Словачки 21.613 (0,82%) Словеначки 15.776 (0,60%) Ромски 12.272 (0,46%) Русински 8.317 (0,31%) Италијански 4.138 (0,15%) Пољски 2.312 (0,08%) Румунски 846 (0,03%) Бугарски 321 (0,01%) остали 969 (0,03%) | укупно: 2.621.954 Римокат. 1.877.833 (71,61%) Правосл. 653.184 (24,91%) Лутерани 33.759 (1,28%) Јевреји 21.231 (0,80%) Калвинисти 17.948 (0,68%) Гркокатолици 17.592 (0,67%) остали 407 (0,01%) |

Немаца и Мађара било је највише у Вировитичкој и у Сремској жупанији.
По вјероисповијести било је 73% католика и 24% православаца.
У раздобљу између пописа из 1911. и онога из 1921. у Краљевини СХС, подручје Хрватске и Славоније изгубило је 5.359 становника или 0,2%, што је последица ратних збивања, те је 1921. биле 1043 жене на 1000 мушкараца, но у том је раздобљу порастао наталитет (1,7% годишње).

## Банови
Списак банова Хрватске од 1868. до 1918:
- Барон Левин Раух де Нијек 1868—1871.
- Коломан Бедековић 1871—1872.
- Иван Мажуранић 1873—1880.
- Ладислав Пејачевић 1880—1883.
- Карољ Куен-Хедервари 1883—1903.
- Теодор Пејачевић 1903—1907.
- Александар Ракодчај 1907—1908.
- Павао Раух 1908—1910.
- Никола Томашић 1910—1912.
- Славко Цувај 1912—1913.
- Иван Шкрлец де Ломница 1913—1917.
- Антун Михаловић 1917—1918.

## Територијална подела
Краљевина Хрватска и Славонија је почевши од 1886. године била подељена на осам жупанија (средиште жупаније наведено је у загради):
- Бјеловарско-крижевачка жупанија (Бјеловар)
- Личко-крбавска жупанија (Госпић)
- Модрушко-ријечка жупанија (Огулин)
- Пожешка жупанија (Пожега)
- Сремска жупанија (Вуковар)
- Вараждинска жупанија (Вараждин)
- Вировитичка жупанија (Вировитица)
- Загребачка жупанија (Загреб)